# Фарид Салман
Фари́д Салма́н (Фари́д Ади́бович Хайда́ров (тат. Фәрит хәзрәт Сәлмән, Fәrit hәzrәt Sәlmәn) — российский мусульманский деятель, учёный-теолог, автор многочисленных трудов по теологии и богословию.

## Биография
Родился муфтий-хазрат Фарид Салман (Хайдаров Фарид Адибович) 1969 год в Казани, татарин.
После окончания средней школы в 1986 г. поступил на исторический факультет Казанского Государственного университета (КГУ), который окончил с отличием в 1991 г.
В 1986—1988 гг. работал в археографической лаборатории КГУ, а также в Госархиве Татарстана — татарский отдел).
Во время празднования 1100-летия принятия ислама в России, организованной ДУМЕС, был переводчиком при делегациях Ирака, Кувейта и Сирии.
Работал старшим преподавателем в медресе при Азимовской мечети, медресе мечетей Нур Ислам и Аль-Марджани в Казани, преподавал в Исламском университете Аль-Фатых (Казань).
Обучался в Ливане, в Сирии, прошел курсы повышения квалификации в исламском университете Абун-Нур (Дамаск), был посвящён в ученики досточтимого шейха Ахмеда Кефтаро, ныне упокоившегося муфтия Сирии.
Свободно владеет арабским языком. Переводит с английского, персидского, турецкого и османского языков.
Закончил Казанское медресе им. 1000-летия Ислама.
На духовной должности с 1991 года — тогда он был назначен главой международного отдела Мухтасибатского Управления Татарстана.
В 1992 г. назначен на должность заместителя муфтия ДУМ Татарстана — руководителя международного отдела, затем имам-хатыб мечети на Сенной площади (г. Казань);
В 1997 г. Верховным муфтием, председателем ЦДУМ России Талгат Таджуддин присвоен духовный сан (пожизненно) муфтия.

## Послужной список
- имам-хатыб Соборной мечети Аль-Марджани в 1995—1997 гг.
- заместитель мухтасиба города Казани в 1996—1997 гг.
- имам-хатыб мечети «Булгар» в 1997—2000 гг.
- муфтий Татарстана (в составе ЦДУМ) в 1997—2001 гг.
- заведующий международного отдела Мухтасибатского Правления мусульман Республики Татарстан,
- председатель богословской комиссии Духовного Управления мусульман Республики Татарстан (ДУМРТ),
- муфтий Ямало-Ненецкого автономного округа (ЦДУМ России).
- заместитель Верховного муфтия ЦДУМ по информационной работе
- заместитель Верховного муфтия, глава Совета Улемов.
- глава Московского представительства ЦДУМ России.
- представитель ЦДУМ России на совместных правительственных комиссиях по общественным и конфессиональным вопросам.
- Представлял ЦДУМ в Межрелигиозном совете России.

Муфтий Фарид Салман принимал участие в работе международных конференций по вопросам ислама в Лондоне, Дамаске, Аммане, Багдаде, Каире, Стамбуле, Нью-Йорке, Баку, Куала-Лумпуре, Джакарте, Дели.
В составе делегации ЦДУМ выезжал в Сирию, Ливан, Египет, Турцию, Ирак, Катар, Великобританию и т. д.

## Взгляды
- «Никакой схемы, кроме предложенной Рамзаном Кадыровым, для борьбы с ваххабизмом нет», — заявил Ф.Салман на научной конференции Религиозное влияние Северного Кавказа на Поволжье: проблема исламского фундаментализма", прошедшей в Казани[1]. Он уточнил, что понимает под методами Р. Кадырова поддержку традиционного ислама и отказ от переговоров с ваххабитами.

## Труды
- Перевод смыслов Священного Корана на татарский язык.
- Учебное пособие по чтению Священного Корана, на татарском языке.
- Толкование седьмицы Священного Корана на татарском языке («һәфтияк Шәриф тәфсире»).
- Толкование «Открывающей» суры Священной Книги «Аль-Фатиха». Книга называется «Дух Корана», на русском языке.
- Толкование 33 аятов Священного Корана, на татарском языке
- Толкование 7 аятов Священного Корана, на татарском языке
- Учебное пособие по основам Вероубеждения и чтения Священного Корана, на татарском языке.
- Комментарии к «Собранию изящных словес», на русском языке.
- Сборник ежегодного календаря на татарском языке, с 2000 г.
- Сборник канонических трудов Последователи Сунны и Джамаата (Ас-Савад Аль-Аъзам),на русском языке, 2019 г.
- Сборник канонических трудов Величайшего имама Абу Ханифы (выпущено Болгарской исламской академией в 2020 г.)

В 2007 году силами муфтия и сподвижников создается Издательский Дом «ЭСМА» (Эсма аль — Хусна, Наипрекраснейшие имена Всевышнего) и с этого времени труды хазрата издаются в этом издательстве. В настоящее время муфтий Ф. Салман является директором Центра исследований Священного Корана и Пречистой Сунны Республики Татарстан.